# 묘향산역사박물관
묘향산역사박물관은 자강도 향산군에 있는 역사박물관이다.
1947년 5월에 처음 개장한 이 박물관은 국제친선전람관과 향산호텔와 함께 관광명소가 되었으며, 조선민주주의인민공화국을 관광하려는 외국인에게 개방되었다.
박물관에는 이미 대한민국에서도 국보로 지정한 팔만대장경의 인쇄본이 있다.